# قرار مجلس الأمن التابع للأمم المتحدة رقم 1145
قرار مجلس الأمن التابع للأمم المتحدة رقم 1145، المتخذ بالإجماع في 19 كانون الأول / ديسمبر 1997، بعد ملاحظة إنهاء ولاية سلطة الأمم المتحدة الانتقالية في سلافونيا الشرقية وبارانيا وسيرميوم الغربية في 15 كانون الثاني / يناير 1998 وفقاً للقرار 1120 (1997)، أذن المجلس لمجموعة دعم مكونة من 180 مراقباً من الشرطة المدنية، تُعرف باسم مجموعة الأمم المتحدة لدعم الشرطة المدنية، بمراقبة الوضع في شرق كرواتيا لمدة تسعة أشهر إضافية.
وأشار مجلس الأمن إلى أن منظمة الأمن والتعاون في أوروبا قد عززت مهمتها في كرواتيا لتشمل عودة اللاجئين والمشردين في الاتجاهين والتركيز على حماية حقوق الإنسان الخاصة بهم. وفي الوقت نفسه، طلبت كرواتيا استمرار وجود مراقبي الشرطة المدنية التابعة للأمم المتحدة بعد إنهاء ولاية الإدارة الانتقالية.
تم تذكير الحكومة الكرواتية بالتزاماتها باحترام حقوق الإنسان والحريات الأساسية، مؤكداً أن الحكومة والشرطة والسلطات القضائية تتحمل المسؤولية عن ذلك. كما تم حثها على الوفاء بالتزاماتها، بما في ذلك تلك التي تم التوصل إليها مع الإدارة الانتقالية. كما أكد المجلس على حق اللاجئين في العودة إلى ديارهم ورحب بالتقدم الذي أحرزته الحكومة الكرواتية في هذا الصدد، ودعا كذلك إلى إزالة العقبات القانونية والعوائق الأخرى أمام العودة في الاتجاهين. وفي الوقت نفسه، تم تذكير الجالية الصربية المحلية بتبني موقف بناء تجاه الاندماج مع بقية كرواتيا.
أنشأ مجلس الأمن، اعتباراً من 16 كانون الثاني / يناير 1998، مجموعة دعم مؤلفة من 180 مراقب شرطة لفترة واحدة مدتها تسعة أشهر للإشراف على الشرطة في منطقة الدانوب في شمال شرق كرواتيا بالقرب من الحدود مع صربيا والجبل الأسود. وسيقوم المراقبون برصد عودة المشردين على وجه التحديد، ويتحملون المسؤولية عن جميع أفراد الإدارة الانتقالية وأصولها لإكمال ولايتها. وأخيراً، اختتم القرار بمطالبة الأمين العام كوفي عنان بتقديم تقرير عن الحالة بحلول 15 حزيران / يونيو 1998.

## روابط خارجية
- نص القرار في undocs.org
- مجموعة دعم الشرطة المدنية التابعة للأمم المتحدة المنشأة بموجب القرار 1145